# Erik Alfred Blomgren
Erik Alfred Blomgren, E.A. Blomgren, född 21 maj 1823 i Gävle, död 22 september 1908 i Söderhamn, var en svensk lantmätare.
Blomgren avlade efter skolstudier lantmäteriexamen i Stockholm 1844. Efter att ha varit vice kommissionslantmätare i Gävleborgs län blev han ordinarie kommissionslantmätare samt justerare i nämnda län 1861, en post som han innehade till 1886, då han tog avsked och flyttade till Söderhamn. Under större delen av sin tjänstetid bodde han på egendomen Florsbacka i Mo socken som han köpte jämte Mogård och drev där ett omfattande lantbruk. Under många år var han kommunalstämmoordförande i Mo landskommun varjämte han innehade flera kommunala uppdrag.
Blomgren hade ett mycket stort intresse för olika former av idrott; han deltog bland annat 1892 i grundandet av Söderhamns Gymnastikförening och blev 1898 hedersledamot i Söderhamns Velocipedförening. Han ingick också, tillsammans med apotekaren Fridlef Afzelius, stadsingenjören Gustaf Hultquist, källarmästaren Nils Nilsson och grosshandlaren Carl Alfred Ohlson, i den 1894 bildade kommitté som verkade för tillkomsten av utsiktstornet Oscarsborg. Utsiktstorn och utsiktsplatser var viktiga inslag i den framväxande turismen under slutet av 1800-talet. Blomgren gav ut en serie panoramor över utsikterna från några av de mest kända bergen, förutom ett panorama över Söderhamn även sådana från Öjeberget i Järvsö,  Östberget (det högsta berget på Frösön) samt Åreskutan.